# Zanthoxylum coco
Zanthoxylum coco är en vinruteväxtart som beskrevs av John Gillies och Hook. & Arn.. Zanthoxylum coco ingår i släktet Zanthoxylum och familjen vinruteväxter. Inga underarter finns listade i Catalogue of Life.